# اسطوره‌شناسی کردی
اساطیر کردی اصطلاحی است جمعی برای باورها و اعمال گروهی از مردمان باستانی که از نظر فرهنگی، قومی یا زبانی مرتبط هستند که در کوه‌های کردستان شمال غربی زاگرس، شمال بین‌النهرین و جنوب شرقی آناتولی ساکن بودند. این باورها شامل دین بت‌پرستی هندواروپایی آنها قبل از گرویدن به اسلام و همچنین اسطوره‌ها، افسانه‌ها و فولکلور محلی است که آنها پس از مسلمان شدن تولید کردند.
مانند روایت هفت برادر ،گونه چاره،سه دختر ،کولکنه(پشمالو)،پرومته و خواهر هفت برادر ،دیو،پیمان،پادشاهی در کردستان،اسطوره پادشاهی ژاپن،اسطوره مصری،اسطوره ایرلندی،اسطوره هندی

## منشأ افسانه‌ای

### افسانه منشأ ماوراء طبیعی
افسانه ای که توسط دانشمندان یهودی ثبت شده است ادعا می‌کند که مردم کوردوین منشأ ماوراء طبیعی داشتند، زمانی که پادشاه سلیمان ازدواج ۵۰۰ زن را با جن‌ها ترتیب داد. همین افسانه توسط مقامات اولیه اسلامی نیز در توضیح منشأ کردها استفاده شده است.
در نوشته‌های مسعودی مورخ عرب قرن دهم، کردها به عنوان فرزندان کنیزهای پادشاه سلیمان که توسط دیو جساد متولد شده‌اند، توصیف شده‌اند. سلیمان با دانستن اینکه آنها چه کسانی هستند، فریاد زده است: «آنها را (اوکرودوحونا) را در کوه‌ها و دره‌ها برانید» که سپس معنای منفی مانند «دور انداختن» را نشان می‌دهد. دیگر اینکه آنها از نوادگان کنیزان شاه سلیمان و خدمتکاران فرشته او هستند. اینها به اروپا فرستاده شدند تا "پانصد دوشیزه زیبا " را برای حرمسرای پادشاه برای او بیاورند. اما وقتی اینها این کار را کردند و به اسرائیل بازگشتند، پادشاه قبلاً مرده بود. به این ترتیب، جن‌ها در کوهستان‌ها ساکن شدند، با خود زنان ازدواج کردند و فرزندان آنها به عنوان کرد شناخته شدند.

### اسطوره میلان و زیلان
قبیله میلان، همراه با زیلان، توسط بسیاری از قبایل، قبیله افسانه ای والدین آنها محسوب می‌شود. به گفته سایکس، توضیح خود ابراهیم پاشا چنین بود: «سالها و سال‌ها پیش، کردها به دو شاخه میلان و زیلان تقسیم می‌شدند؛ طایفه‌های میلانی ۱۲۰۰ نفر بودند، اما خداوند از آنها ناراضی بود و در همه جا پراکنده شدند. جهت‌ها، برخی ناپدید شدند، برخی دیگر باقی ماندند، مانند اینکه به من به عنوان رئیس میلان احترام بگذارند.
یک تغییر شاخه سوم را اضافه می‌کند، بابا کردی. طبق یکی از روایت‌های افسانه، میلانی‌ها در Dêrsim ساکن شدند، اما سلطان سلیم به عده‌ای دستور داد که بی‌تحرکی کنند و خانه‌هایی بسازند و برخی دیگر به سمت جنوب کوچ کنند.
نسخه دیگری از این افسانه وجود دارد که توسط Celadet Bedirxan نقل شده است. در آن، جد کردها مردی به نام «کرد» بود که در کوهستان زندگی می‌کرد و در هنگام بارش برف شدید جان باخت. تنها دو پسرش زنده ماندند، یکی میل و دیگری زیل نام داشت.
شخصیت نیمه تاریخی ایزدی معروف فولکلور کردی، درویش اودی، از قبیله شرقی از میلان بود.

### نوادگان ارتش کاوه
ضحاک که کردها او را زوحاک می‌نامند، پادشاه شرور آشوری بود که ایران را فتح کرد و از دوش مارهایی روییده بود. حکومت ضحاک هزار سال به طول انجامید؛ حکومت شیطانی او باعث شد که دیگر بهار به کردستان نیاید. در این مدت روزانه دو جوان قربانی می‌شدند و مغزشان را به مارهای ضحاک تقدیم می‌کردند تا از درد او بکاهند. با این حال، مردی که هر روز مسئول قربانی کردن این دو جوان بود، در عوض فقط یک مرد را در روز می‌کشت و مغزش را با مغز یک گوسفند مخلوط می‌کرد تا مرد دیگر را نجات دهد. با افزایش نارضایتی‌ها از حکومت ضحاک، فریدون بزرگوار شورشی را برنامه‌ریزی کرد. جوانانی که از قربانی شدن نجات یافته بودند و طبق افسانه اجداد کردها بودند، توسط کاوه آموزش دیدند و به سپاهی رفتند که به سمت قلعه ضحاک حرکت کردند، جایی که کاوه آنها را کشت. پادشاه با چکش گفته می‌شود که کاوه پس از آن برای جشن پیروزی و احضار هواداران خود، دامنه تپه‌ها را آتش زد. روز بعد بهار به کردستان بازگشت.

## شخصیت‌های اساطیری
خسرو دوم پرویز پادشاه ساسانی در سنت شفاهی، ادبیات و اساطیر کردی از ارج و اعتبار بالایی برخوردار است.

### کاوه آهنگر
برخی از کردها که در زبان کردی Kawe-y asinger نامیده می‌شوند، بر این باورند که اجداد کردها برای فرار از ظلم و ستم پادشاه آشوری به نام ضحاک که بعداً به دست کاوه کشته و سرنگون می‌شود به کوه‌ها گریخته‌اند. همچنین اعتقاد بر این است که این افراد مانند کاوه آهنگر که در طول تاریخ به کوه پناه بردند، بعدها به مسلک جد خود خوانده شدند و قومیت کردی ایجاد کردند. کاوه یک شخصیت جغرافیایی و نمادین در ناسیونالیسم کردی است. اساطیر کردی، همانند دیگر اساطیر، گاهی برای اهداف سیاسی نیز به کار می‌رود.

## موجودات اساطیری

### شاهماران

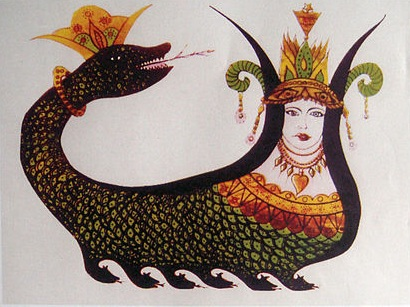
تصویری از شاماران

شاهماران (یا شاهماران) موجودی افسانه‌ای در فولکلور کردی است، اعتقاد بر این است که او دورگه انسان و مار است که در غار زندگی می‌کرده و او را الهه خرد برای محافظت از اسرار می‌دانستند. همچنین اعتقاد بر این است که وقتی شاهماران می‌میرد روح او به دخترش می‌رسد.

### سیمرغ
سیمرغ در کردی به «سیمیر» کوتاه شده است. محقق CV Trever دو داستان عامیانه کردی در مورد پرنده نقل می‌کند. این نسخه‌ها به مجموعه داستان‌های رایج سیمرغ ایرانی برمی گردد.